# روبسون لوبيز
روبسون لوبيز هو لاعب كرة قدم برازيلي في مركز الوسط، ولد في 17 يناير 1975 في دياديما في البرازيل. لعب مع أتلتيكو باراناينسي وريد بل براغانتينو ونادي فاسكو دا غاما ونادي فلامنغو.